# Gams
Gams egy svájci település a Sankt Gallen kantonjához tartozó Werdenberg kerületben. Gams Buchs, Grabs, Sennwald és Wildhaus községekkel határos.